# ヴィケケ県
ヴィケケ県（テトゥン語：Vikeke、葡: Viqueque）は、東ティモール最大の県。1,781 km2に2008年の推計で7万2950人が暮らす。県都はヴィケケ。ラクルタ、オス、ワトラリ（ポルトガル領ティモール時代はレシャと呼ばれた。テトゥン語ではWatulariと綴る）、ワト・カラバウ（テトゥン語ではWatucarbauと綴る）の四地区から成る。県自体は植民地時代から存在していた。
ティモール海の南海岸に位置し、ティモール海に面する。北でバウカウ県と、東でラウテン県と、西でマナトゥト県とそれぞれ接する。
ヴィケケはポルトガル語とならび国内の公用語に指定されているテトゥン語の発祥地。さらに、県東部の住民らはパプア諸語のマカサエ語も話す。
|  |  |